# Astartea ambigua
Astartea ambigua är en myrtenväxtart som beskrevs av Ferdinand von Mueller. Astartea ambigua ingår i släktet Astartea och familjen myrtenväxter. Inga underarter finns listade i Catalogue of Life.